# Harlan (Kentucky)
Harlan es una ciudad ubicada en el condado de Harlan en el estado estadounidense de Kentucky. En el Censo de 2010 tenía una población de 1745 habitantes y una densidad poblacional de 505,44 personas por km².

## Geografía
Harlan se encuentra ubicada en las coordenadas 36°50′37″N 83°18′58″O / 36.84361, -83.31611. Según la Oficina del Censo de los Estados Unidos, Harlan tiene una superficie total de 3.45 km², de la cual 3.37 km² corresponden a tierra firme y (2.48%) 0.09 km² es agua.

## Demografía
Según el censo de 2010, había 1745 personas residiendo en Harlan. La densidad de población era de 505,44 hab./km². De los 1745 habitantes, Harlan estaba compuesto por el 92.72% blancos, el 3.67% eran afroamericanos, el 0.11% eran amerindios, el 1.6% eran asiáticos, el 0% eran isleños del Pacífico, el 0.34% eran de otras razas y el 1.55% pertenecían a dos o más razas. Del total de la población el 2.35% eran hispanos o latinos de cualquier raza.